# Estação Ferroviária de Miranda do Corvo
A Estação Ferroviária de Miranda do Corvo é uma interface desactivada do Ramal da Lousã, que servia a localidade de Miranda do Corvo, no Distrito de Coimbra, em Portugal.

## Descrição
O edifício de passageiros situava-se do lado norte da via (lado esquerdo do sentido ascendente, a Serpins).

## História

### Antecedentes
Quando se iniciaram os estudos para a futura Linha da Beira Alta, na década de 1860, o engenheiro Pedro Inácio Lopes foi encarregado de planear o traçado para a linha, tendo sugerido que saísse de Coimbra e terminasse na fronteira em Vilar Formoso, passando por Miranda do Corvo, Góis e Arganil. O engenheiro Sousa Brandão sugeriu um traçado semelhante, com a linha a passar também por Miranda do Corvo. Em Miranda do Corvo teria origem uma segunda linha até Gouveia, passando por Arganil e Seia. No entanto, estas propostas não foram aceites, tendo sido escolhido outro percurso para a Linha da Beira Alta.

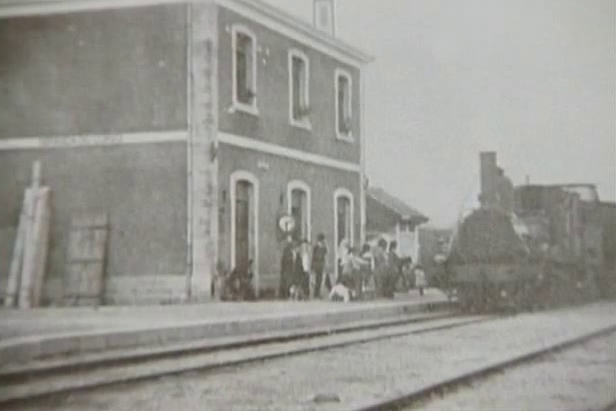
Estação de Miranda do Corvo, nos primeiros anos.

### Século XX
Em 13 de Abril de 1904, os representantes de várias povoações da região centro reuniram-se em Lisboa, para pedir a construção de vários caminhos de ferro, incluindo a Linha do Mondego, de Coimbra a Lousã por Miranda do Corvo, que nessa altura estava planeada para via estreita. Este lanço entrou ao serviço em 16 de Dezembro de 1906, pela Companhia Real dos Caminhos de Ferro Portugueses, utilizando bitola larga.
Em 1913, a estação de Miranda do Corvo era servida por carreiras de diligências até Espinhal, Penela, Avelar, Figueiró dos Vinhos e Castanheira de Pera.
Em finais de 1919, foi noticiado que brevemente seria assinado o contrato para a construção de uma linha entre Miranda do Corvo e o Entroncamento. Em 1948, esteve planeada a construção de uma linha transversal entre Tomar e Miranda do Corvo, que iria servir os concelhos de Ferreira do Zêzere, Alvaiázere, Ansião e Figueiró dos Vinhos. Nenhum destes prolongamentos viria a ser construído.[carece de fontes?]

### Século XXI
Em Fevereiro de 2009, a circulação no Ramal da Lousã foi temporariamente suspensa para a realização de obras, tendo os serviços sido substituídos por autocarros.

O troço entre Serpins e esta estação foi encerrado no dia 1 de Dezembro de 2009, para as obras de construção do Metro Mondego. O lanço restante do Ramal da Lousã, desde Miranda do Corvo até ao Apeadeiro de Coimbra-Parque, foi desactivado em 4 de Janeiro do ano seguinte. Já em 2007, o projeto apresentado para o Metro Mondego (entretanto nunca construído) preconizava a inclusão de Miranda Corvo (sic) como uma das 14 interfaces do Ramal da Lousã a manter como estação/paragem do novo sistema.